# Kubok SSSR 1980
La Kubok SSSR 1980 fu la 39ª edizione del trofeo. Vide la vittoria finale dello Šachtar Donec'k, che così conquistò il suo terzo titolo.

## Formula
Come nella passata stagione si disputò una fase a gironi e una fase finale, con leggere differenze rispetto alla passata edizione: 47 delle 48 squadre partecipanti, infatti, furono divise in sette gironi da sei squadre e uno da cinque; in ciascun girone si disputavano cinque turni di sola andata e venivano assegnati due punti per la vittoria, uno per il pareggio e zero per la sconfitta. Superavano la prima fase solo le otto vincitrici degli otto gironi e le sette seconde dei sette gironi da sei squadre.
La Dinamo Mosca era ammessa direttamente alla seconda fase, in cui vennero disputati ottavi, quarti, semifinali e finali, tutti ad eliminazione diretta con gare di sola andata; in caso di parità al termine dei 90 minuti regolamentari venivano giocati i supplementari; in caso di ulteriore parità venivano calciati i tiri di rigore.
Le 48 partecipanti erano costituite dalle 18 squadre di Vysšaja Liga 1980, dalle 24 squadre della Pervaja Liga 1980 e da sei squadre della Vtoraja Liga 1980 (Zvezda Perm, Dinamo Leningrado, Terek Groznyj, Alga Frunze, Traktor Pavlodar e Kolkhozchi Ashkhabad), in pratica le sei squadre retrocesse nella Pervaja Liga 1979.

## Prima fase

### Girone 1
Tutte le partite furono disputate nella Repubblica Federativa Russa, nelle città di Soči ed Adler.

#### Classifica finale
|  | Pos. | Squadra                  | Pt | G | V | N | P | GF | GS | DR |
|  | ---- | ------------------------ | -- | - | - | - | - | -- | -- | -- |
|  | 1.   | Fakel Voronež            | 6  | 5 | 2 | 2 | 1 | 5  | 3  | +2 |
|  | 2.   | Spartak Mosca            | 6  | 5 | 2 | 2 | 1 | 5  | 4  | +1 |
|  | 3.   | Metalist                 | 6  | 5 | 1 | 4 | 0 | 2  | 1  | +1 |
|  | 4.   | Zenit Leningrado         | 5  | 5 | 1 | 3 | 1 | 5  | 3  | +2 |
|  | 5.   | Kuban'                   | 4  | 5 | 1 | 2 | 2 | 4  | 5  | -1 |
|  | 6.   | Kryl'ja Sovetov Kujbyšev | 3  | 5 | 1 | 1 | 3 | 1  | 6  | -5 |

- Ammesse alla seconda fase: Fakel e Spartak Mosca

#### Risultati
| 1ª giornata                     | 27 febbraio 1980 |
|                                 |                  |
| Zenit Leningrado-Fakel Voronež  | 3-0              |
| Spartak Mosca-Metalist          | 0-0              |
| Kuban'-Kryl'ja Sovetov Kujbyšev | 2-0              |

| 2ª giornata                 | 1º marzo 1980 |
|                             |               |
| Metalist-Kuban'             | 2-1           |
| Fakel Voronež-Spartak Mosca | 3-0           |

| 3ª giornata                            | 4 marzo 1980 |
|                                        |              |
| Metalist-Fakel Voronež                 | 0-0          |
| Spartak Mosca-Kryl'ja Sovetov Kujbyšev | 2-0          |
| Kuban'-Zenit Leningrado                | 1-1          |

| 4ª giornata                            | 7 marzo 1980 |
|                                        |              |
| Fakel Voronež-Kryl'ja Sovetov Kujbyšev | 2-0          |
| Zenit Leningrado-Metalist              | 0-0          |
| Spartak Mosca-Kuban'                   | 2-0          |

| 5ª giornata                       | 10 marzo 1980 |
|                                   |               |
| Kuban'-Fakel Voronež              | 0-0           |
| Spartak Mosca-Zenit Leningrado    | 1-1           |
| Metalist-Kryl'ja Sovetov Kujbyšev | 0-0           |

### Girone 2
Tutte le partite furono disputate nella Repubblica Uzbeka, nella città di Samarcanda.

#### Classifica finale
|  | Pos. | Squadra          | Pt | G | V | N | P | GF | GS | DR |
|  | ---- | ---------------- | -- | - | - | - | - | -- | -- | -- |
|  | 1.   | Šachtar          | 10 | 5 | 5 | 0 | 0 | 9  | 2  | +7 |
|  | 2.   | Tavrija          | 7  | 5 | 3 | 1 | 1 | 11 | 6  | +5 |
|  | 3.   | Čornomorec'      | 5  | 5 | 1 | 3 | 1 | 5  | 6  | -1 |
|  | 4.   | Zorja            | 4  | 5 | 1 | 2 | 2 | 6  | 8  | -2 |
|  | 5.   | Spartak Nal'čik  | 4  | 5 | 1 | 2 | 2 | 3  | 5  | -2 |
|  | 6.   | Kuzbass Kemerovo | 0  | 5 | 0 | 0 | 5 | 3  | 10 | -7 |

- Ammesse alla seconda fase: Šachtar e Tavrija Sinferopoli

#### Risultati
| 1ª giornata                 | 25 febbraio 1980 |
|                             |                  |
| Čornomorec'-Spartak-Nal'čik | 0-0              |
| Šachtar-Tavrija Sinferopoli | 3-2              |
| Zorja-Kuzbass Kemerovo      | 3-2              |

| 28 febbraio 1980                 |     |
|                                  |     |
| Čornomorec'-Tavrija Sinferopoli  | 2-2 |
| Šachtar-Zorja                    | 1-0 |
| Spartak-Nal'čik-Kuzbass Kemerovo | 2-0 |

| 3ª giornata                  | 2 marzo 1980 |
|                              |              |
| Šachtar-Spartak-Nal'čik      | 2-0          |
| Tavrija Sinferopoli-Zorja    | 3-1          |
| Čornomorec'-Kuzbass Kemerovo | 2-1          |

| 4ª giornata                         | 5 marzo 1980 |
|                                     |              |
| Tavrija Sinferopoli-Spartak-Nal'čik | 2-0          |
| Šachtar-Kuzbass Kemerovo            | 1-0          |
| Čornomorec'-Zorja                   | 1-1          |

| 5ª giornata                          | 7 marzo 1980 |
|                                      |              |
| Šachtar-Čornomorec'                  | 2-0          |
| Tavrija Sinferopoli-Kuzbass Kemerovo | 2-0          |
| Spartak-Nal'čik-Zorja                | 1-1          |

### Girone 3
Tutte le partite furono disputate nella Repubblica Ucraina, nella città di Užhorod.

#### Classifica finale
|  | Pos. | Squadra                  | Pt | G | V | N | P | GF | GS | DR  |
|  | ---- | ------------------------ | -- | - | - | - | - | -- | -- | --- |
|  | 1.   | Dinamo Kiev              | 10 | 5 | 5 | 0 | 0 | 13 | 1  | +12 |
|  | 2.   | Nistru Kišinëv           | 7  | 5 | 3 | 1 | 1 | 13 | 10 | +3  |
|  | 3.   | Karpaty                  | 6  | 5 | 3 | 0 | 2 | 8  | 6  | +2  |
|  | 4.   | Lokomotiv Mosca          | 3  | 5 | 1 | 1 | 3 | 3  | 8  | -5  |
|  | 5.   | Dnepr                    | 2  | 5 | 1 | 0 | 4 | 3  | 9  | -6  |
|  | 6.   | Spartak Ivano-Frankivs'k | 2  | 5 | 0 | 2 | 3 | 2  | 8  | -6  |

- Ammessi alla seconda fase: Dinamo Kiev e Nistru Kišinëv

#### Risultati
| 1ª giornata                              | 27 febbraio 1980 |
|                                          |                  |
| Dinamo Kiev-Nistru Kišinëv               | 3-1              |
| Karpaty-Dnepr                            | 2-1              |
| Lokomotiv Mosca-Spartak Ivano-Frankivs'k | 0-0              |

| 2ª giornata                          | 1º marzo 1980 |
|                                      |               |
| Nistru Kišinëv-Dnepr                 | 3-1           |
| Karpaty-Lokomotiv Mosca              | 1-0           |
| Dinamo Kiev-Spartak Ivano-Frankivs'k | 2-0           |

| 3ª giornata                      | 4 marzo 1980 |
|                                  |              |
| Dinamo Kiev-Dnepr                | 3-0          |
| Karpaty-Spartak Ivano-Frankivs'k | 3-0          |
| Nistru Kišinëv-Lokomotiv Mosca   | 3-2          |

| 4ª giornata                    | 7 marzo 1980 |
|                                |              |
| Dinamo Kiev-Lokomotiv Mosca    | 4-0          |
| Nistru Kišinëv-Karpaty         | 4-2          |
| Dnepr-Spartak Ivano-Frankivs'k | 1-0          |

| 5ª giornata                             | 10 marzo 1980 |
|                                         |               |
| Dinamo Kiev-Karpaty                     | 1-0           |
| Lokomotiv Mosca-Dnepr                   | 1-0           |
| Nistru Kišinëv-Spartak Ivano-Frankivs'k | 2-2           |

### Girone 4
Tutte le partite furono disputate nella Repubblica Georgiana, nelle città di Rustavi e Tbilisi.

#### Classifica finale
|  | Pos. | Squadra              | Pt | G | V | N | P | GF | GS | DR |
|  | ---- | -------------------- | -- | - | - | - | - | -- | -- | -- |
|  | 1.   | Dinamo Tbilisi       | 10 | 5 | 5 | 0 | 0 | 13 | 4  | +9 |
|  | 2.   | Qairat               | 8  | 5 | 4 | 0 | 1 | 8  | 2  | +6 |
|  | 3.   | T'orp'edo Kutaisi    | 4  | 5 | 2 | 0 | 3 | 6  | 8  | -2 |
|  | 4.   | Spartak Ordžonikidze | 3  | 5 | 1 | 1 | 3 | 2  | 4  | -2 |
|  | 5.   | SKA-Chabarovsk       | 3  | 5 | 1 | 1 | 3 | 3  | 8  | -5 |
|  | 6.   | SKA Odessa           | 2  | 5 | 1 | 0 | 4 | 2  | 8  | -6 |

- Ammesse alla seconda fase: Dinamo Tbilisi e Qayrat

#### Risultati
| 1ª giornata                          | 27 febbraio 1980 |
|                                      |                  |
| Dinamo Tbilisi-SKA Chabarovsk        | 3-1              |
| Qayrat-SKA Odessa                    | 1-0              |
| Torpedo Kutaisi-Spartak Ordžonikidze | 1-0              |

| 2ª giornata                         | 1º marzo 1980 |
|                                     |               |
| Dinamo Tbilisi-Qayrat               | 2-1           |
| SKA Odessa-Torpedo Kutaisi          | 2-1           |
| SKA Chabarovsk-Spartak Ordžonikidze | 0-0           |

| 3ª giornata                     | 4 marzo 1980 |
|                                 |              |
| Dinamo Tbilisi-Torpedo Kutaisi  | 3-1          |
| Qayrat-SKA Chabarovsk           | 2-0          |
| Spartak Ordžonikidze-SKA Odessa | 1-0          |

| 4ª giornata                         | 7 marzo 1980 |
|                                     |              |
| Dinamo Tbilisi-Spartak Ordžonikidze | 2-1          |
| SKA Chabarovsk-SKA Odessa           | 2-0          |
| Qayrat-Torpedo Kutaisi              | 3-0          |

| 5ª giornata                    | 10 marzo 1980 |
|                                |               |
| Dinamo Tbilisi-SKA Odessa      | 3-0           |
| Qayrat-Spartak Ordžonikidze    | 1-0           |
| Torpedo Kutaisi-SKA Chabarovsk | 3-0           |

### Girone 5
Tutte le partite furono disputate nella Repubblica Azera, nelle città di Baku e Sumqayıt.

#### Classifica finale
|  | Pos. | Squadra           | Pt | G | V | N | P | GF | GS | DR  |
|  | ---- | ----------------- | -- | - | - | - | - | -- | -- | --- |
|  | 1.   | Neftçi Baku       | 10 | 5 | 5 | 0 | 0 | 13 | 2  | +11 |
|  | 2.   | Dinamo Minsk      | 7  | 5 | 3 | 1 | 1 | 10 | 1  | +9  |
|  | 3.   | Žalgiris          | 5  | 5 | 2 | 1 | 2 | 7  | 6  | +1  |
|  | 4.   | Zvezda Perm'      | 5  | 5 | 1 | 3 | 1 | 2  | 2  | +0  |
|  | 5.   | Dinamo Leningrado | 2  | 5 | 0 | 2 | 3 | 1  | 8  | -7  |
|  | 6.   | Terek Groznyj     | 1  | 5 | 1 | 0 | 4 | 0  | 14 | -14 |

- Ammesse alla seconda fase: Neftçi Baku e Dinamo Minsk

#### Risultati
| 1ª giornata                   | 27 febbraio 1980 |
|                               |                  |
| Žalgiris Vilnius-Zvezda Perm  | 1-1              |
| Neftçi Baku-Dinamo Leningrado | 3-0              |
| Dinamo Minsk-Terek Groznyj    | 6-0              |

| 2ª giornata                    | 1º marzo 1980 |
|                                |               |
| Neftçi Baku-Zvezda Perm        | 1-0           |
| Žalgiris Vilnius-Terek Groznyj | 2-0           |
| Dinamo Minsk-Dinamo Leningrado | 3-0           |

| 3ª giornata                     | 4 marzo 1980 |
|                                 |              |
| Dinamo Minsk-Zvezda Perm        | 0-0          |
| Neftçi Baku-Žalgiris Vilnius    | 3-2          |
| Dinamo Leningrado-Terek Groznyj | 0-0          |

| 4ª giornata                   | 7 marzo 1980 |
|                               |              |
| Dinamo Leningrado-Zvezda Perm | 0-0          |
| Neftçi Baku-Terek Groznyj     | 5-0          |
| Dinamo Minsk-Žalgiris Vilnius | 1-0          |

| 5ª giornata                        | 10 marzo 1980 |
|                                    |               |
| Žalgiris Vilnius-Dinamo Leningrado | 2-1           |
| Neftçi Baku-Dinamo Minsk           | 1-0           |
| Zvezda Perm-Terek Groznyj          | 1-0           |

### Girone 6
Tutte le partite furono disputate nella Repubblica Armena, nella città di Erevan.

#### Classifica finale
|  | Pos. | Squadra             | Pt | G | V | N | P | GF | GS | DR |
|  | ---- | ------------------- | -- | - | - | - | - | -- | -- | -- |
|  | 1.   | Ararat              | 9  | 5 | 4 | 1 | 0 | 9  | 3  | +6 |
|  | 2.   | Torpedo Mosca       | 7  | 5 | 3 | 1 | 1 | 4  | 3  | +1 |
|  | 3.   | Kolos Nikopol'      | 5  | 5 | 2 | 1 | 2 | 6  | 7  | -1 |
|  | 4.   | Metalurh Zaporižžja | 3  | 5 | 1 | 1 | 3 | 5  | 5  | +0 |
|  | 5.   | Iskra Smolensk      | 3  | 5 | 1 | 1 | 3 | 4  | 7  | -3 |
|  | 6.   | Šinnik              | 3  | 5 | 1 | 1 | 3 | 3  | 6  | -3 |

- Ammesse alla seconda fase: Ararat e Torpedo Mosca

#### Risultati
| 1ª giornata                 | 27 febbraio 1980 |
|                             |                  |
| Torpedo Mosca-Kolos Nikopol | 1-1              |
| Metalurh Zaporižžja-Šinnik  | 3-0              |
| Ararat-Iskra Smolensk       | 1-0              |

| 2ª giornata                       | 1º marzo 1980 |
|                                   |               |
| Torpedo Mosca-Metalurh Zaporižžja | 1-0           |
| Šinnik-Iskra Smolensk             | 3-1           |
| Ararat-Kolos Nikopol              | 4-2           |

| 3ª giornata                  | 4 marzo 1980 |
|                              |              |
| Iskra Smolensk-Kolos Nikopol | 1-0          |
| Torpedo Mosca-Šinnik         | 1-0          |
| Ararat-Metalurh Zaporižžja   | 1-0          |

| 4ª giornata                       | 7 marzo 1980 |
|                                   |              |
| Torpedo Mosca-Iskra Smolensk      | 1-0          |
| Kolos Nikopol-Metalurh Zaporižžja | 2-1          |
| Ararat-Šinnik                     | 1-1          |

| 5ª giornata                        | 10 marzo 1980 |
|                                    |               |
| Iskra Smolensk-Metalurh Zaporižžja | 1-1           |
| Kolos Nikopol-Šinnik               | 1-0           |
| Ararat-Torpedo Mosca               | 2-0           |

### Girone 7
Tutte le partite furono disputate nella Repubblica Tagika, nella città di Dušanbe.

#### Classifica finale
|  | Pos. | Squadra           | Pt | G | V | N | P | GF | GS | DR  |
|  | ---- | ----------------- | -- | - | - | - | - | -- | -- | --- |
|  | 1.   | CSKA Mosca        | 9  | 5 | 4 | 1 | 0 | 10 | 0  | +10 |
|  | 2.   | SKA Rostov        | 8  | 5 | 3 | 2 | 0 | 5  | 1  | +4  |
|  | 3.   | CSKA Pamir        | 7  | 5 | 3 | 1 | 1 | 7  | 3  | +4  |
|  | 4.   | Kolchozči Aşgabat | 3  | 5 | 1 | 1 | 3 | 3  | 5  | -2  |
|  | 5.   | Uralmaš           | 3  | 5 | 1 | 1 | 3 | 2  | 4  | -2  |
|  | 6.   | Guria Lanchkhuti  | 0  | 5 | 0 | 0 | 5 | 2  | 16 | -14 |

- Ammessa alla seconda fase: CSKA Mosca e SKA Rostov

#### Risultati
| 1ª giornata                     | 27 febbraio 1980 |
|                                 |                  |
| SKA Rostov-Kolkhozchi Ashkhabad | 2-1              |
| Pamir Dušanbe-Uralmaš           | 1-0              |
| CSKA Mosca-Guria Lanchkhuti     | 5-0              |

| 2ª giornata                     | 1º marzo 1980 |
|                                 |               |
| Pamir Dušanbe-SKA Rostov        | 0-0           |
| Uralmaš-Guria Lanchkhuti        | 2-1           |
| CSKA Mosca-Kolkhozchi Ashkhabad | 2-0           |

| 3ª giornata                        | 4 marzo 1980 |
|                                    |              |
| Pamir Dušanbe-Kolkhozchi Ashkhabad | 1-0          |
| SKA Rostov-Guria Lanchkhuti        | 2-0          |
| CSKA Mosca-Uralmaš                 | 1-0          |

| 4ª giornata                           | 7 marzo 1980 |
|                                       |              |
| Pamir Dušanbe-CSKA Mosca              | 0-2          |
| SKA Rostov-Uralmaš                    | 1-0          |
| Kolkhozchi Ashkhabad-Guria Lanchkhuti | 2-0          |

| 5ª giornata                    | 10 marzo 1980 |
|                                |               |
| Pamir Dušanbe-Guria Lanchkhuti | 5-1           |
| Uralmaš-Kolkhozchi Ashkhabad   | 0-0           |
| CSKA Mosca-SKA Rostov          | 0-0           |

### Girone 8
Tutte le partite furono disputate nella Repubblica Uzbeka, nella città di Fergana.

#### Classifica finale
|  | Pos. | Squadra           | Pt | G | V | N | P | GF | GS | DR |
|  | ---- | ----------------- | -- | - | - | - | - | -- | -- | -- |
|  | 1.   | Paxtakor          | 6  | 4 | 3 | 0 | 1 | 7  | 5  | +2 |
|  | 2.   | Traktor Pavlodar  | 6  | 4 | 2 | 2 | 0 | 6  | 3  | +3 |
|  | 3.   | Buston Džizak     | 3  | 4 | 1 | 1 | 2 | 4  | 3  | +1 |
|  | 4.   | Dinamo Stavropol' | 3  | 4 | 1 | 1 | 2 | 2  | 4  | -2 |
|  | 5.   | Alga Frunze       | 2  | 4 | 1 | 0 | 3 | 3  | 7  | -4 |

- Ammessa alla seconda fase: Paxtakor

#### Risultati
| 1ª giornata                    | 1º marzo 1980 |
|                                |               |
| Traktor Pavlodar-Paxtakor      | 3-2           |
| Buston Džizak-Dinamo Stavropol | 3-0           |
| Riposa: Alga Frunze            |               |

| 2ª giornata               | 3 marzo 1980 |
|                           |              |
| Paxtakor-Dinamo Stavropol | 1-0          |
| Alga Frunze-Buston Džizak | 1-0          |
| Riposa: Traktor Pavlodar  |              |

| 3ª giornata                       | 6 marzo 1980 |
|                                   |              |
| Paxtakor-Alga Frunze              | 3-2          |
| Traktor Pavlodar-Dinamo Stavropol | 0-0          |
| Riposa: Buston Džizak             |              |

| 4ª giornata                  | 9 marzo 1980 |
|                              |              |
| Traktor Pavlodar-Alga Frunze | 2-0          |
| Paxtakor-Buston Džizak       | 1-0          |
| Riposa: Dinamo Stavropol     |              |

| 5ª giornata                    | 12 marzo 1980 |
|                                |               |
| Traktor Pavlodar-Buston Džizak | 1-1           |
| Dinamo Stavropol-Alga Frunze   | 2-0           |
| Riposa: Paxtakor               |               |

## Seconda fase

### Ottavi di finale
Le gare furono disputate tra il 15 e il 20 marzo 1980.
| Squadra 1     | Risultato   | Squadra 2      |
| ------------- | ----------- | -------------- |
| Paxtakor      | 2 – 1 (dts) | Neftçi Baku    |
| Dinamo Mosca  | 2 – 0       | Dinamo Minsk   |
| Dinamo Kiev   | 2 – 0       | Qairat         |
| Ararat        | 3 – 2       | Nistru Kišinëv |
| Tavrija       | 0 – 4       | Dinamo Tbilisi |
| Spartak Mosca | 2 – 0       | CSKA Mosca     |
| SKA Rostov    | 1 – 2       | Šachtar        |
| Torpedo Mosca | 5 – 0       | Fakel Voronež  |

### Quarti di finale
Le gare furono disputate il 30 marzo 1980.
| Squadra 1      | Risultato   | Squadra 2     |
| -------------- | ----------- | ------------- |
| Spartak Mosca  | 1 – 0       | Ararat        |
| Šachtar        | 2 – 0       | Torpedo Mosca |
| Dinamo Tbilisi | 2 – 1 (dts) | Paxtakor      |
| Dinamo Kiev    | 2 – 0       | Dinamo Mosca  |

### Semifinali
Le gare furono disputate il 30 maggio 1980.
| Squadra 1      | Risultato | Squadra 2   |
| -------------- | --------- | ----------- |
| Spartak Mosca  | 0 – 1     | Šachtar     |
| Dinamo Tbilisi | 2 – 1     | Dinamo Kiev |

### Finale
| Mosca 9 agosto 1980, ore ?:?                                            | Šachtar   | 2 – 1 referto | Dinamo Tbilisi | Stadio Centrale Lenin (51.000 spett.) |
| \| \| \| \| \| Staruchin 24’ P'janych 84’ \| Marcatori \| 80’ Čilaja \| |           |               |                |                                       |
|                                                                         |           |               |                |                                       |
| Staruchin 24’ P'janych 84’                                              | Marcatori | 80’ Čilaja    |                |                                       |